# 노니 주스

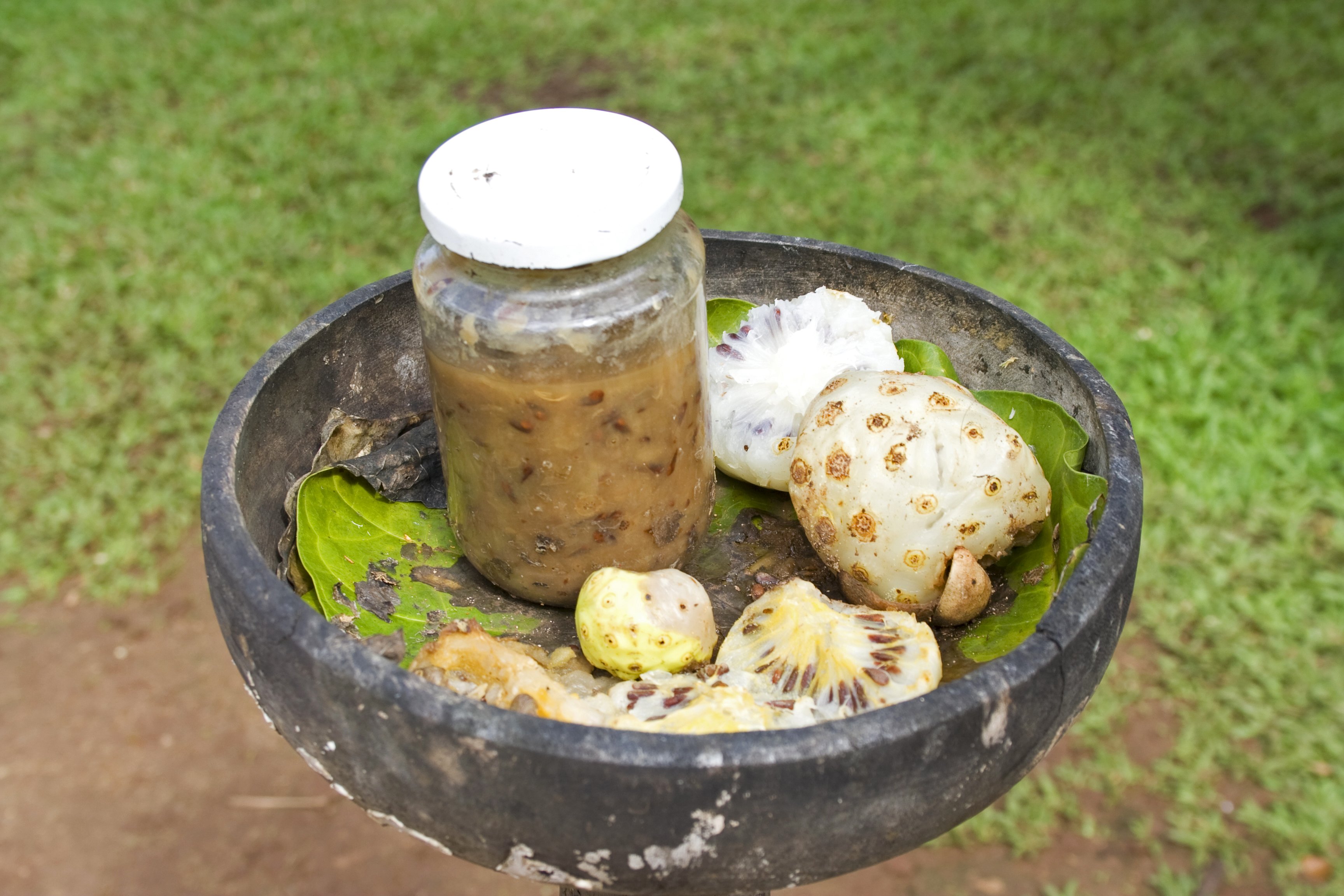
노니주스

노니주스(Noni juice)는 동남아시아와 오스트레일리아의 토착 식물인 모린다 시트리폴리아(Morinda citrifolia) 나무에서 만든 주스이다. 노니주스는 여러 질병에 치료 효과가 있다고 홍보되어 왔으나 이를 뒷받침할 근거는 없다.
반론으로서, 인간 연구에서 얻은 증거는 노니 주스가 플라시보 역할을 한 다른 과일 주스보다 더 높은 항산화 작용을 한다고 지적했다. 이 활동과 면역 체계 및 염증 경로와의 상호작용은 노니주스의 관찰된 건강상의 이점을 상당 부분 설명할 수 있다. 이러한 건강상의 이점으로는 DNA 보호, 혈중 지질의 정상화, 전신 염증의 조절, 호모 시스테인의 감소 - 관절 통증과 운동성의 향상, 신체적 내구성 증가, 면역 활동 증가, AGE 축적 조절, 체중 관리, 여성의 뼈 건강 유지, 혈압 조절, 잇몸 건강 개선이 있다. The Potential Health Benefits of Noni Juice: A Review of Human Intervention Studies

## 역사
허브스 허브(Herb's Herb) 건강식품점의 허버트 모니즈(Herbert Moniz)가 1992년 모린다 시트리폴리아(M. citrifolia)의 독특한 탈수 공법을 개발하고 특허권을 낸 후, 이를 캡슐과 가루 형태로 하와이에서 판매한 것이 첫번째 모린다 시트리폴리아(M. citrifolia) 관련 상품으로 기록되어 있다. (US 5288491)

## 규제 경고 및 안전 검증
2004년 8월 미국 식품의약국(FDA)은 연방 식품, 약품 및 화장품법 201(g)(1)항목을 위반한 혐의로 플로라(Flora) 주식회사에 경고장을 보냈다. (the Act) [21 U.S.C. § 321(g)(1)]. Flora 주식회사는 노니를 의약품으로 소개하며 노니주스에 대해 12가지 검증되지 않은 건강효과를 주장했다. 법에 의거하여 노니주스가 자신들이 주장하는 건강효과를 지니고 있는지는 안전적, 임상적 시행검증이 필요한 상황이다.
FDA의 경고장은 또한 노니 피토케미칼스 스코폴레틴(noni phytochemicals scopoletin)과 담나칸탈(damnacanthal)이라는 성분에 대해 과학적 증거가 결여되어있으며, 이 두 성분은 모두 인간의 생물학적 활동에 주는 영향이 입증된 바 없다고 언급했다. 그리고 이저벨라 애벗(Isabella Abbot) 박사와 랠프 헤이니크(Ralph Heinicke) 박사들이 주장한 노니의 건강효과에 대해 과학적 근거가 부족하다고 언급했다. 같은 종류의 위법행위로 인해 FDA는 경고장을 2번 더 발급한 바 있다.
유럽 연합(EU의) 경우, 유럽 연합 건강소비자보호 집행위원회 총국(European Commission for Health and Consumer Protection Directorate-General)은 한 특정 브랜드의 노니주스(Tahitian Noni-타히티안 노니)의 안전 검증을 실시한 후, 2002년 이를 신식품(novel food)로 승인했다. 문서에 따르면 각 노니 관련 학자들이 주장한 건강 효과에 대해서는 어떠한 보증도 내리지 않았다.
유럽연합 노니의 간독성 이슈가 제기된 후 2013년 유럽 식품 안전청(European Food Safety Authority)은 시중의 모든 형태의 노니 제품의 안트라퀴논 함유 여부를 조사한다.() 
연구 결과, 샘플 노니제품들은 가공방식(동결건조,열풍건조,즙,퓌레)에 상관 없이 껍질과 종자(씨앗)이 함유된 모든 노니 제품에서 안트라퀴논 계 화합물이 검출이 되었다.(EFSA의 노니 제품의 안트라퀴논 함유량 조사 표)
보고서는 노니의 안트라퀴논으로 인한 잠재적인 안전성 문제를 완화하기 위해 발효 또는 비 발효, 주스 또는 분말 여부에 관계없이 시장에서 판매되는 상업적 노니 제품은 완전 익은 노니 과일에서만 추출되어야하며 생산 과정에서 껍질과 씨앗을 제거해야한다고 제안한다.

## 연구
2005년, 두 개의 임상 실험 보고 관련 과학 논문은 노니주스를 섭취한 이후에 급성 간염이 나타나는 사건에 대해 서술했다. 이 연구들은 간과 다른 장기에 독성을 지닐 가능성이 있는 성분으로 노니의 뿌리, 잎과 과실에서 발견된 안트라퀴논(anthraquinones)을 지목했다. 이러한 케이스 보고는 2006년 유럽 식품안전청에서 한 번 더 있었으나 직접적 인과 관계는 성립될 수 없다고 결론지었다. 그러나 한 정부 보고서에서는 한 명이라도 노니 섭취 후 간 장애를 일으킨 적이 있다면 노니관련 상품 소비를 자제할 것을 권고한다.
노니과일의 당뇨병 보조제로서의 유용성에 대한 연구 
노니과일의 담배 흡연자의 DNA 손상 방어에 대한 연구 
노니 과일의 항비만 물질에 대한 연구 